# Ranunculus sierrae-orientalis
Ranunculus sierrae-orientalis là một loài thực vật có hoa trong họ Mao lương. Loài này được (L.D. Benson) G.L. Nesom miêu tả khoa học đầu tiên năm 1993.